# Hørsholm Kommune

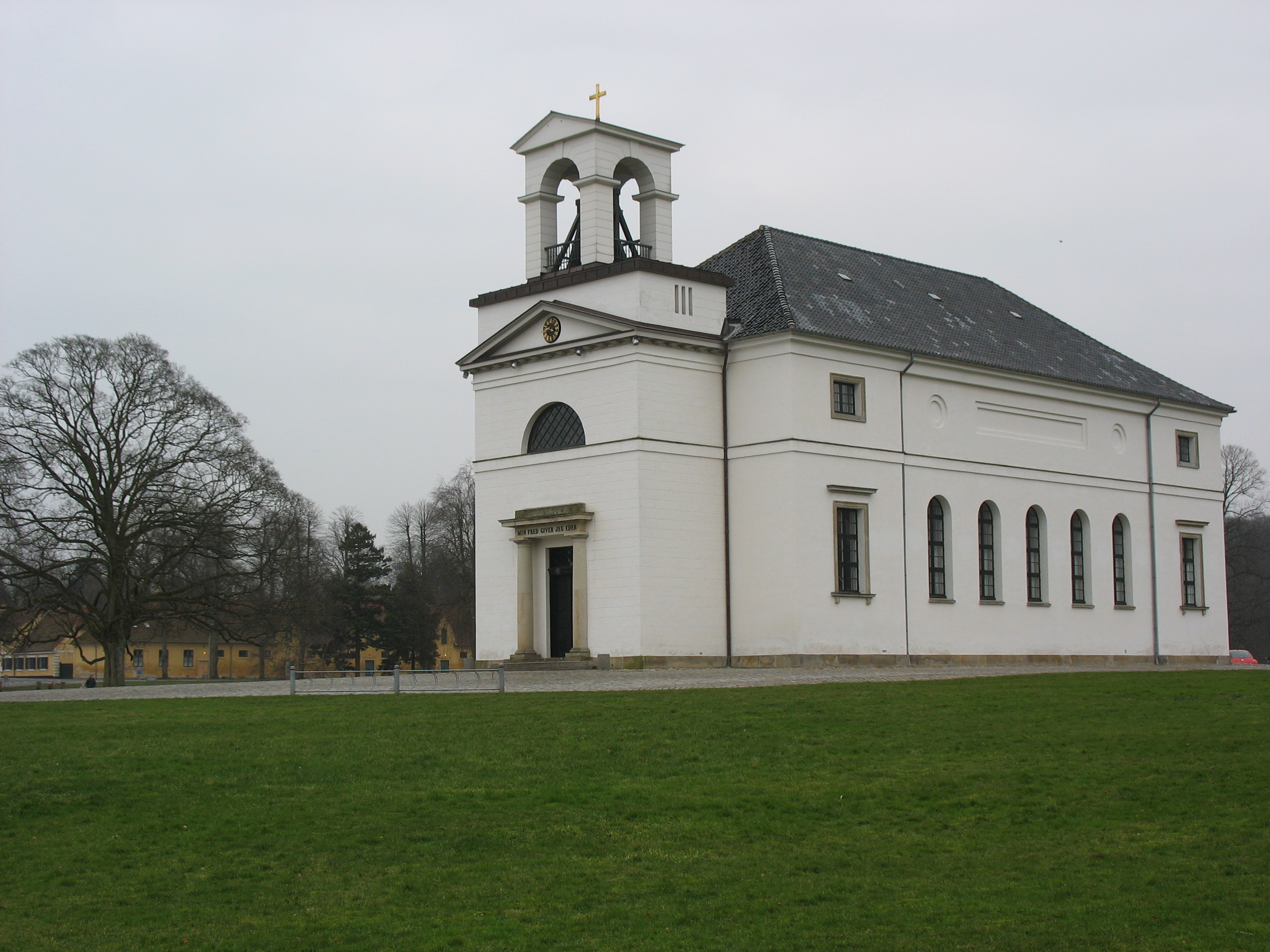
Kirche von Hørsholm

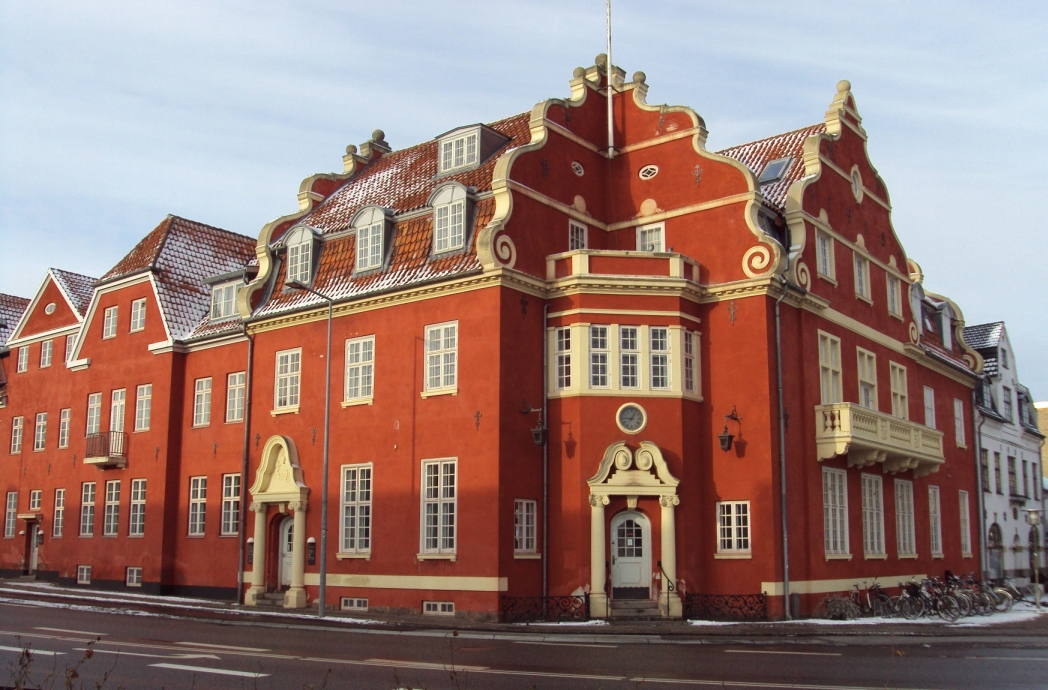
Das ehemalige Rathaus von Hørsholm (1918 fertiggestellt), in dem sich früher auch die Post und die Räumlichkeiten des Kirchenrates befanden.

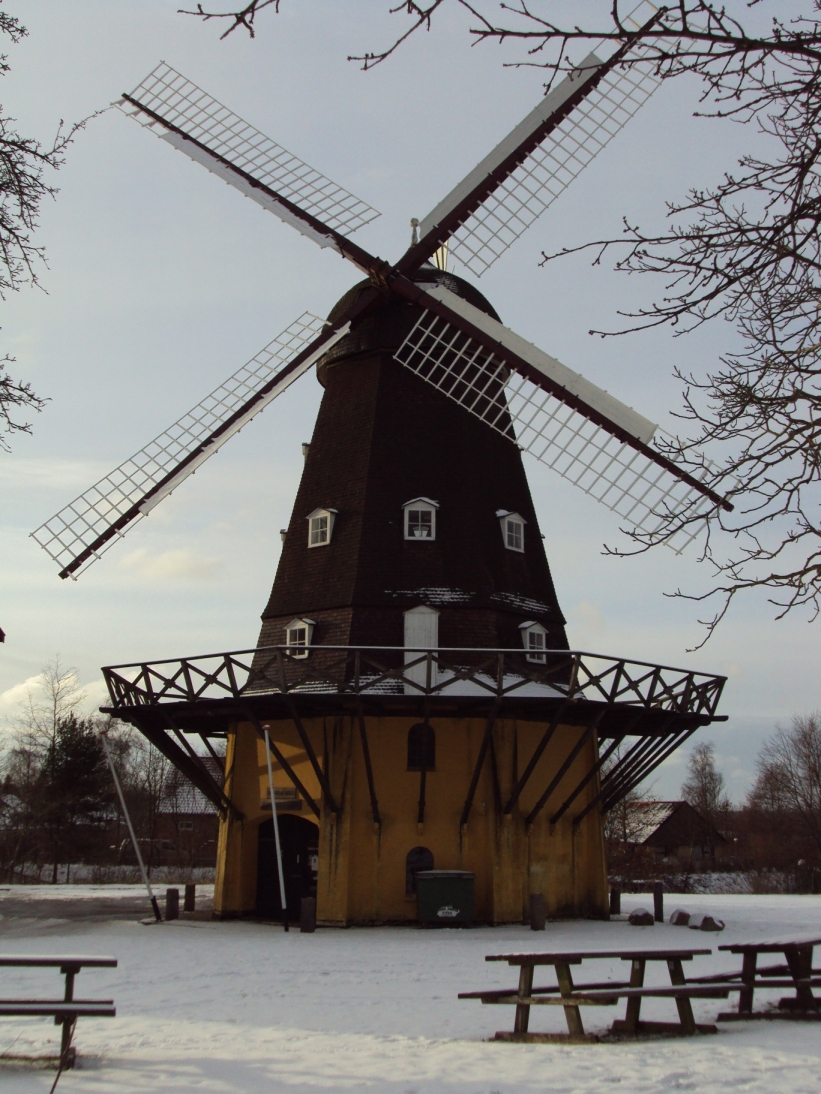
Hørsholm Mølle wurde 1890/91 im historischen Ortskern erbaut und war bis in die 1940er Jahre in Betrieb. 1977 wurde die Mühle von der Kommune erworben und beherbergt heute ein kleines Handwerksmuseum.

Hørsholm Kommune [ˈhœʀshɔlʔm] ist eine dänische Kommune in der Region Hovedstaden. Sitz der Verwaltung ist die gleichnamige Stadt Hørsholm, deren Besiedlungsgebiet ragt mittlerweile in die Kommunen Fredensborg und Rudersdal hinein.
Die am Øresund gelegene Kommune wird sowohl durch die Bahnlinie von Kopenhagen nach Helsingør als auch durch die nahezu parallel verlaufende Autobahn erschlossen. Die Kommune erstreckt sich über eine Fläche von 31,30 km², auf der 24.715 Einwohner (Stand 1. Januar 2023) leben.

## Kirchspielsgemeinden und Ortschaften in der Kommune
Auf dem Gemeindegebiet liegen die folgenden Kirchspielsgemeinden (dän.: Sogn) und Ortschaften mit über 200 Einwohnern (byer nach Definition der dänischen Statistikbehörde), bei einer eingetragenen Einwohnerzahl von Null hatte der Ort in der Vergangenheit mehr als 200 Einwohner: 
| Nr. | Kirchspiel     | Einwohner | Ortschaft  | Einwohner              |
| --- | -------------- | --------- | ---------- | ---------------------- |
|     | Blovstrød Sogn | 3.007     | Hørsholm   | 24.244                 |
|     | Hørsholm Sogn  | 12.279    |            |                        |
|     | Kokkedal Sogn  | 5.581     |            |                        |
|     | Rungsted Sogn  | 6.457     | Trørød (a) | 1. Januar 2009: 00.194 |

## Einwohnerzahl
Entwicklung der Einwohnerzahl (1. Januar):
- 1980 - 21.585
- 1985 - 22.390
- 1990 - 23.176
- 1995 - 23.377
- 1999 - 23.469
- 2000 - 23.648
- 2003 - 24.208
- 2005 - 24.292
- 2010 - 24.378
- 2023 - 24.715

## Wirtschaft
Das Unternehmen VKR-Holding A/S mit der Marke Velux hat in Hørsholm seinen Firmensitz.

## Schloss Hirschholm
Der Ort hatte bereits im 15. Jahrhundert ein kleines Schloss, das König Christian VI. im Jahr 1721 von seiner Mutter Louise zu Mecklenburg erbte. Er und seine Gemahlin Sophie Magdalene von Brandenburg-Kulmbach ließen es aus- und umbauen und bezogen das neue Schloss Hirschholm (dän. Hirschholm Slot) im Jahr 1739.
Nach Sophie Magdalenes Tod (1770) lebten dort von 1770 bis 1771 ihr Enkel, Christian VII. mit seiner Gemahlin Caroline Mathilde sowie ihr deutscher Leibarzt Johann Friedrich Struensee. Nach der Geburt von Louise Auguste von Dänemark, dem Auszug des Königspaares und der Affaire Struensee wurde das Schloss nicht weiter bewohnt und wurde im Jahr 1810 abgetragen.

## Städtepartnerschaften
Hørsholm unterhält eine Städtepartnerschaft mit Oulainen in Finnland.

## Töchter und Söhne
- Louise Auguste von Dänemark (* 1771; † 1843), Tochter von Christian VII. von Dänemark und dessen Frau Caroline Mathilde von Großbritannien
- Holger Werfel Scheuermann (* 1877; † 1960), Orthopäde und Röntgenarzt
- Louise Hansen (* 1975), Fußballspielerin
- Kristine Roug (* 1975), Seglerin, Olympiasiegerin und Weltmeisterin
- Peter Løvenkrands (* 1980), Fußballspieler
- Morten Green (* 1981), Eishockeyspieler
- Lotte Friis (* 1988), Schwimmerin
- Pernille Kaae Høier (* 1991), Schauspielerin